# Aaron Seydel
Aaron Seydel (7 de fevereiro de 1996) é um futebolista profissional alemão que atua como centroavante.Atualmente está sem clube.

## Carreira
Seydel, filho de pai ganense e mãe alemã, representando o Mainz 05, fez sua estreia na liga em 1 de junho de 2014, jogando contra o TSG Neustrelitz. Na ocasião jogava pelo time II.